# Лас Крусис (Њу Мексико)
Лас Крусис (енгл. Las Cruces) град је у америчкој савезној држави Њу Мексико.

## Демографија
По попису из 2010. године број становника је 97.618, што је 23.351 (31,4%) становника више него 2000. године.
| Група             | 2000.          | 2010.          |
| Белци             | 31.208 (42,0%) | 36.577 (37,5%) |
| Афроамериканци    | 1.738 (2,3%)   | 2.385 (2,4%)   |
| Азијати           | 863 (1,2%)     | 1.541 (1,6%)   |
| Хиспаноамериканци | 38.421 (51,7%) | 55.443 (56,8%) |
| Укупно            | 74.267         | 97.618         |